# Pokémon Origins
Pokémon Origins, bekend in Japan als Pocket Monsters: The Origin (ポケットモンスター THE ORIGIN, Poketto Monsutā Ji Orijin), is een Japanse anime gebaseerd op Nintendo's Pokémonfranchise. De serie is afwijkend van de reguliere Pokémon anime aangezien hier de hoofdpersoon Red en zijn rivaal Blue zijn net zoals in de spellen Pokémon Red en Blue. Daarnaast lijkt deze serie ook in andere aspecten veel meer op deze spellen. De serie werd op 2 oktober 2013 achter elkaar uitgezonden in Japan, tien dagen voor de release van de spellen Pokémon X en Y. Wereldwijd was de serie tussen 15 en 22 november 2013 beschikbaar in vier delen op de officiële Pokémon website, later is de serie nog verschillende keren opnieuw beschikbaar gemaakt voor een tijdelijke periode.

## Het verhaal
Het verhaal volgt de gameplay van de spellen Red en Blue. De hoofdpersoon van de serie heet Red, die door professor Oak, samen met zijn kleinzoon Blue is uitgekozen om een Pokémon te kiezen op de reis om een Pokémon meester te worden. Red kiest in het begin een Charmander, omdat zijn vader hem 'Red' had genoemd, zodat hij later een sterke vuurpokémon zou krijgen. Blue kiest in het begin een Squirtle, omdat die Pokémon in het voordeel is tegen vuur. Nadat hij door Blue is verslagen in een Pokémongevecht zet Red zijn reis door en gaat richting de eerste gyms. Hij verslaat de gymleiders Brock, Misty, Lt. Serge, Erika, Koga, Sabrina, Blaine en ten slotte Giovanni, de baas van Team Rocket. Nadat Giovanni heeft verloren, besluit hij Team Rocket op te heffen. Hierna vervolgt Red zijn avontuur richting de Pokémon League, waarin hij de Elite Four verslaat en het daarna in de finale opneemt tegen zijn rivaal Blue. Uiteindelijk weet hij met zijn Charizard, de laatste versie van Charmander, de Blastoise, de laatste versie van Squirtle van Blue te verslaan. Professor Oak neemt hem daarna mee naar de Hall of Fame. Hierna gaat de reis van Red verder en gaat hij proberen alle Pokémon te vangen. Hij vangt ook de legendarische Pokémon Zapdos, Articuno en Moltres. Nadat Blue door een mysterieuze Pokémon zwaar gewond is geraakt, besluit Red deze Pokémon uit te dagen. Red ontdekt dat het om Mewtwo gaat, de gekloonde versie van Mew. In zijn gevecht met Mewtwo evolueert zijn Charizard nog verder in Mega Charizard. Hij weet uiteindelijk Mewtwo te vangen, nadat hij aan het ontbijt zit zegt hij dat Mew nog ergens vrij rondvliegt en daarop besluit hij op zoek te gaan naar Mew. Daarmee eindigt de anime.

## Rolverdeling
| Hoofdrollen                               | Hoofdrollen         | Hoofdrollen             |
| Personage                                 | Japanse versie      | Engelse versie          |
| ----------------------------------------- | ------------------- | ----------------------- |
| Red                                       | Junko Takeuchi      | Bryce Papenbrook        |
| Blue (Green)                              | Takuya Eguchi       | Lucien Dodge            |
| Professor Oak                             | Katsuji Mori        | Kyle Hebert             |
| Brock (Takeshi)                           | Tomokazu Sugita     | Johnny Yong Bosch       |
| Giovanni (Sakaki)                         | Rikiya Koyama       | Jamieson Price          |
| Lance (Wataru)                            | Tokuyoshi Kawashima | Wayne Grayson           |
| Reina                                     | Yui Ishikawa        | Christine Marie Cabanos |
| Mr. Fuji                                  | Minoru Inaba        | Kirk Thornton           |
| Red's moeder                              | Satsuki Yukino      | Laura Post              |
| Pokémon Center Zusters                    |                     |                         |
| Team Rocket Leden                         |                     |                         |
| Lass, Red's Nidoran♂, Cubone              |                     | Cristina Vee            |
| Marowak's geest                           |                     | Laura Post              |
| Brock's Onix                              |                     | Keith Silverstein       |
| Mew                                       |                     | Christine Marie Cabanos |
| Red's Charmander, Charmeleon en Charizard | Shin-ichiro Miki    |                         |
| Overige stemacteurs                       |                     |                         |